# Nagy István (lelkész, 1770–1831)
Debreczeni Nagy István (Debrecen, 1770. szeptember 14.? – Hajdúböszörmény, 1831. augusztus 13.) református lelkész.

## Élete
Nagy János és Liszkai Sára ispotálybeli koldusok fia. A kollégiumba kerülvén, csakhamar kitűnt tehetsége; az alsóbb osztályokat három év alatt végezte el, 1788-ban lépett a felső osztályba és a felsőbb tudományokat hat évig hallgatta; 1794-ben a teológiát is elvégezte és ekkor a konjugisták, 1795-ben pedig a poéták tanítója lett, mely osztályt két évig tanította oly eredménnyel, hogy az iskolai hatóság hasznos szolgálataiért fizetésén felül 12 arannyal jutalmazta. Ezután a Szepességre, Lőcsére ment, a német nyelv elsajátítása végett, ahol Márton József akkor lőcsei, később bécsi tanárral kötött ismertséget. Innét visszahivatott Debrecenbe, ahol 1799-ben contrascriba és senior lett. 
Ennek végeztével (Bécsben három hónapot töltvén) Göttingenba ment, ahol egy évig nevelte tudományos ismereteit. Itt kapta a hajdúböszörményi református meghívását, melyet elfogadott és papi hivatalát 1801. május 10-én elfoglalta. Ekkor tájt vette az egyetemes református egyház foganatba az énekeskönyv kijavítását. A tiszántúli kerület 1804 októberében gyűléséből felszólíttatott Nagy is, hogy írjon a zsoltárok dallamaira több, 4-5 versből álló éneket. Ezen felszólításnak eleget téve, az 1808-ban kiadott Énekes könyvben tőle származnak a 15., 40., 54., 58., 124., 126., 128-132.; és tiszántúli Halottas könyvben pedig a 7., 72. és 73. számú énekek. A hajdúböszörményi algimnáziumban tanári hivatalt is viselt. 1822 júniusában alsószabolcsi és Hajdú vidéki kerületi tanácsbíróvá, 1823. április 19-én egyházkerületi főjegyzővé választatott. 
1825-ben Budai Ézsaiás szuperintendens hivatalos körútjára őt vitte magával és ez útban ránehezültek a templomi, üdvözlő és viszonzó szónoklatok. Egyik életírója tüzes, hamar fellobbanó, de hamar le is csillapuló természetűnek jellemzi, ki hibázó hívei irányában az ostort vagy hatalmas tenyereit is szokta volt használni; de aki mind emellett is hívei rendületlen szeretetét bírta. Meghalt 1831-ben kolerában.

## Munkái
- A fő-papi áldás, mint halálbeli végső bucsúvétel, mellyel néh. boldog emlékezetű nagy tudományú… Benedek Mihály úr, a helv. vallást követő Tiszántúl való ekklesiák superintendense örök nyugalomra költözött, a szerint a mint azt a debreczeni ref. sz. ekklézsia kis templomában tartott utolsó tisztességtétel szomorú alkalmatosságával elő-terjesztette április 27. 1821. Debreczen, 1821. (Péczeli József és Csató Gergely gyászbeszédeivel együtt)
- Jubileumi énekek, melyeket Köveskáli Nagy István urnak félszázados papi ünnepére készített Július 28-dik napjára 1822. eszt. Éneklette a debreczeni ref. collegium cantori chorusa. Debreczen

### Kéziratban
Templomi és halotti prédikációk.